# Sara Summa
Sara Summa (née le 16 décembre 1988) est une réalisatrice et actrice franco-italienne.

## Biographie
En 2019, alors qu'elle est toujours étudiante à la Deutsche Film- und Fernsehakademie Berlin (DFFB), elle réalise son premier long-métrage Gli ultimi a vederli vivere (The Last To See Them), librement inspiré du roman De Sang froid de Truman Capote,,. Ce premier est sélectionné à la 69ème Berlinale, dans la catégorie Forum. Il reçoit aux États-Unis les prix de Best Film et Best Director au Festival Cinepocalypse 2019 et est sélectionné, la même année, au AFI Fest et au BRIFF.
En 2020, elle est lauréate du Filmförderung du Staatsministerin für Kultur und Medien,, le ministère allemand de la culture, en vue de l'écriture du scénario d'un prochain long-métrage, A Safe Place.
Son deuxième long-métrage, Arthur & Diana, sort en 2023 au TIFF de Toronto.
Elle est la fille du metteur en scène, créateur de masques et marionnettiste italien Pierangelo Summa et de Mireille Gettler-Summa.

## Filmographie

### Actrice
- 1998 : T'entends comment tu parles à ta femme de Anne Guillemard : la fille[17]
- 2005 : L'Île atlantique de Gérard Mordillat : Amélie-Lyanne

### Réalisatrice
- 2015-2016 : Vers l'Océan[18]
- 2017 : Große Erwartungen / Vermächtnisstudie von DIE ZEIT, infas, WZB[19]
- 2019 : Gli ultimi a vederli vivere (The Last To See Them)
- 2021 : Wenn in einer Winternacht zwei Reisende[20]
- 2023 :  Arthur & Diana[21]

## Distinctions
- 69ème Berlinale :
  - Nomination au Meilleur premier film pour The Last To See Them[22]
- Cinepocalypse 2019[23] : 
  - Meilleur Film pour The Last To See Them
  - Meilleur réalisateur pour The Last To See Them
- Festival international du film de Mar del Plata 2023 :
  - Meilleure actrice (Astor Piazzolla Award for Best Acting)[24]
- Festival Max Ophüls 2024 :
  - Meilleur réalisateur pour Arthur & Diana[25]